# Sarudemo Kakeru Manga Kyoushitsu
Sarudemo Kakeru Manga Kyoushitsu (el títol significa Fins i tot un mico pot dibuixar manga) és un manga creat per Kentaro Takekuma i Koji Aihara que paròdia el món del manga i dels llibres de com dibuixar manga. Segons Jason Thompson hui en dia segueix sent encertat en les seues receptes.
Tracta sobre dos homes que volen dibuixar manga. Comença amb Kentaro Takekuma mateix que agafa un manga per a llegir i s'indigna de la mala qualitat del manga. Per a salvar el manga crida a Koji Aihara. Es desenvolupa amb capítols que tracten cada aspecte del manga: des de dibuixar les línies fins a cada gènere, amb interaccions entre Aihara i Takekuma a l'estil de comèdia manzai, fent el primer de l'estúpid.
Als Estats Units fou publicat a la revista Pulp des de maig de 2001 fins a agost de 2002, publicada per Viz. El 2002 la mateixa editorial publicà el primer volum.
El còmic tingué una influència per a Bryan Lee O'Malley en el seu còmic Scott Pilgrim.

## Rebuda
Carlos Santos, d'Anime News Network el criticà positivament. Jason Thompson considera una gran obra manga. Pat King de la revista Animefringe aprecia positivament el manga considerant-la una paròdia excel·lent de la indústria del manga.